# Стрибки на батуті на літніх Олімпійських іграх 2024
Змагання зі стрибків на батуті на літніх Олімпійських іграх 2024 року відбудуться 2 серпня у Парижі, Франція, де буде розіграно по одному комплекту медалей серед чоловіків та серед жінок.

## Медальний залік
*   Країна-господарка (Франція)
| Місце              | Країна                          | Золото | Срібло | Бронза | Загалом |
| ------------------ | ------------------------------- | ------ | ------ | ------ | ------- |
| 1                  | Індивідуальні нейтральні атлети | 1      | 1      | 0      | 2       |
| 2                  | Велика Британія                 | 1      | 0      | 0      | 1       |
| 3                  | Китай                           | 0      | 1      | 1      | 2       |
| 4                  | Канада                          | 0      | 0      | 1      | 1       |
| Загалом (4 збірні) | Загалом (4 збірні)              | 2      | 2      | 2      | 6       |

## Медалісти
| Дисципліна | Золото                | Срібло                      | Бронза            |
| ---------- | --------------------- | --------------------------- | ----------------- |
| Чоловіки   | Іван Литвинович (AIN) | Ван Зисай (CHN)             | Янь Ланюй (CHN)   |
| Жінки      | Бріоні Пейдж (GBR)    | Віялета Бардзіловська (AIN) | Софіан Месо (CAN) |